# 2078.
◄ | 20. stoljeće | 21. stoljeće | 22. stoljeće | ►
◄ | 2040-ih | 2050-ih | 2060-ih | 2070-ih | 2080-ih | 2090-ih | 2100-ih | ►
◄◄ | ◄ | 2075. | 2076. | 2077. | 2078. | 2079. | 2080. | 2081. | ► | ►►
Astronomija

## Događaji
- 11. svibnja – Potpuna pomrčina Sunca koju će se moći vidjeti u Meksiku i na južnim SAD.
- 4. studenoga – Prstenasta pomrčina Sunca koju će se moći vidjeti u Čileu i Argentini.
- 14. studenoga – Merkurov prijelaz preko Sunčeva diska.